# Pachyolpium brevipes
Espèce
Synonymes
- Olpium brevipes With, 1907

Pachyolpium brevipes est une espèce de pseudoscorpions de la famille des Olpiidae.

## Distribution
Cette espèce est endémique des Antilles. Elle se rencontre à Saint-Vincent-et-les-Grenadines et en Martinique.

## Systématique et taxinomie
Cette espèce a été décrite sous le protonyme Olpium brevipes par With en 1907. Elle est placée dans le genre Pachyolpium par Beier en 1932.

## Publication originale
- With, 1907 : On some new species of the Cheliferidae, Hans., and Garypidae, Hans., in the British Museum. Journal of the Linnean Society of London, Zoology, vol. 30, p. 49-85 (texte intégral).